# ガエル・ジヴェ
ガエル・ジヴェ＝ヴィアロ（Gaël Givet-Viaros, 1981年10月9日 - ）は、フランス・ブーシュ＝デュ＝ローヌ県アルル出身のサッカー選手、元フランス代表。ポジションはセンターバック及び左サイドバック。

## クラブ経歴

### モナコ
フランスのアルルに生まれ、14歳の時にASモナコの下部組織に入団したジヴェは、左サイドバックとしてキャリアを開始し、2000年12月のEAギャンガン戦 (2-2) でプロ初出場を飾って以降、2007年までの間にリーグ戦で178試合8得点を記録しており、2003年にはクープ・ドゥ・ラ・リーグを獲得、UEFAチャンピオンズリーグ 2003-04では、準優勝で終わったものの、パトリス・エヴラ、ジュリアン・ロドリゲス、セバスティアン・スキラシと共に守備の中心選手として13試合に出場してFCポルトとの決勝戦 (0-3) 進出に貢献した。また、2004-05シーズンで開幕前に移籍したリュドヴィク・ジュリの後任として主将を務め、リーグ戦でベストイレブンに選出されている。

### マルセイユ

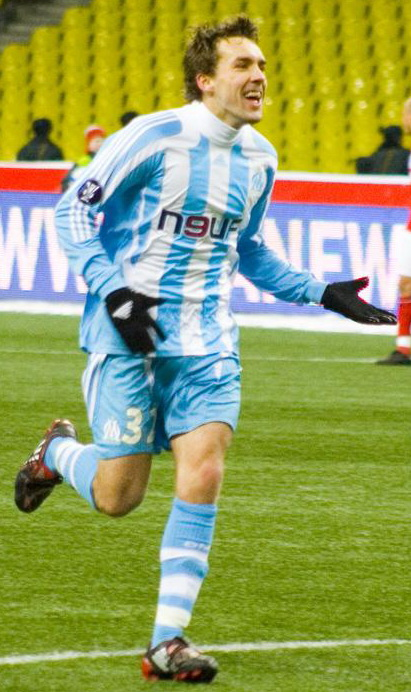
2008年2月、オリンピック・マルセイユでのジヴェ

モナコでの成功から、2007年6月21日にオリンピック・マルセイユと4年契約を締結する。マルセイユでは、加入1季目こそモナコ時代の同僚ロドリゲスらとコンビを組み、リーグ戦29試合、UEFAチャンピオンズリーグ 2007-08で9試合に出場していたものの、終盤戦での調子の低下の影響もあり、次の2008-09シーズンは、ロナルド・ズバルと新加入のヴィトリーノ・イウトン (en) がエリック・ゲレツ監督の構想にあり、ジヴェは戦力外の状態だった。

### ブラックバーン
2008-09シーズンのマルセイユで1試合も出場がなかったため、2009年1月15日にプレミアリーグのブラックバーン・ローヴァーズFCと買い取りオプション付きで期限付き移籍をし、24日にFAカップ4回戦のスタジアム・オブ・ライトでのサンダーランドAFC戦で途中出場によりデビューを飾る。4月4日のトッテナム・ホットスパーFC戦と5月2日のマンチェスター・シティFC戦でそれぞれボールを腕に当ててしまい、ペナルティーキックを与える場面こそあったが、全体的に左サイドバック及びセンターバックで良いパフォーマンスを見せたことが評価され、5月15日に基本合意に達し、6月26日に移籍金350万ポンドで4年契約での完全移籍を果たした。
完全移籍を果たした2009-10シーズンも主力選手としてプレーする中、2009年8月22日のサンダーランド戦 (1-2) で移籍後初得点にして、チームの今季初得点を挙げ、9月12日のウルヴァーハンプトン・ワンダラーズFC戦でジェイソン・ロバーツの得点をアシストした。次のエヴァートンFC戦中に膝を負傷し、10月4日のアーセナルFC戦でリーグ復帰をするも6失点、続くチェルシーFC戦で自身のオウンゴールを含めて5失点と、2試合連続で大量失点を経験する厳しい期間もあったが、2月21日のイーウッド・パークでのボルトン・ワンダラーズFC戦 (3-0) で2得点目を記録し、4月3日のポーツマスFC戦で度々失点寸前のところを防ぐプレー等を見せて、最終的に同クラブの年間最優秀選手に選出される程の活躍を見せた。
翌2010-11シーズンも開幕戦でのエヴァートンFC戦 (1-0) から先発出場しており、9月22日にフットボールリーグカップ3回戦のヴィラ・パークでのアストン・ヴィラFC戦 (1-3) で34分にボレーシュート、11月13日のホワイト・ハート・レーンでのトッテナム戦 (2-4) でも得点を挙げ、主力として攻守に渡って奮闘する中、2011年1月8日にFAカップ3回戦のクイーンズ・パーク・レンジャーズFC戦 (1-0) でボールをジェイミー・マッキーと同時に取りに行った際に衝突し、相手選手を骨折させてしまい、試合に勝利こそしたが後味の悪いものとなった。なお、相手のニール・ウォーノック (en) 監督からは、同時に挑戦した際の不運な出来事として非難されることはなかった。
2011年8月24日にフットボールリーグカップ2回戦のシェフィールド・ウェンズデイ戦で2011-12シーズン初出場以降、それまでのシーズンと同様に守備の要としてプレーし、また、9月20日のフットボールリーグカップ3回戦でのレイトン・オリエントFC戦は主将を任される等、信頼を寄せられる中、12月11日のサンダーランド戦で異常な心臓の動悸から前半22分に交代する事態となり、すぐさま、病院に運ばれて心臓の検査を受けた。ジヴェ本人は次のウェスト・ブロムウィッチ・アルビオン戦での復帰を熱望していたが、マルセイユ時代にも同種の問題を抱えており、不整脈の手術を受け、1月2日のストーク・シティFC戦まで離脱していた。

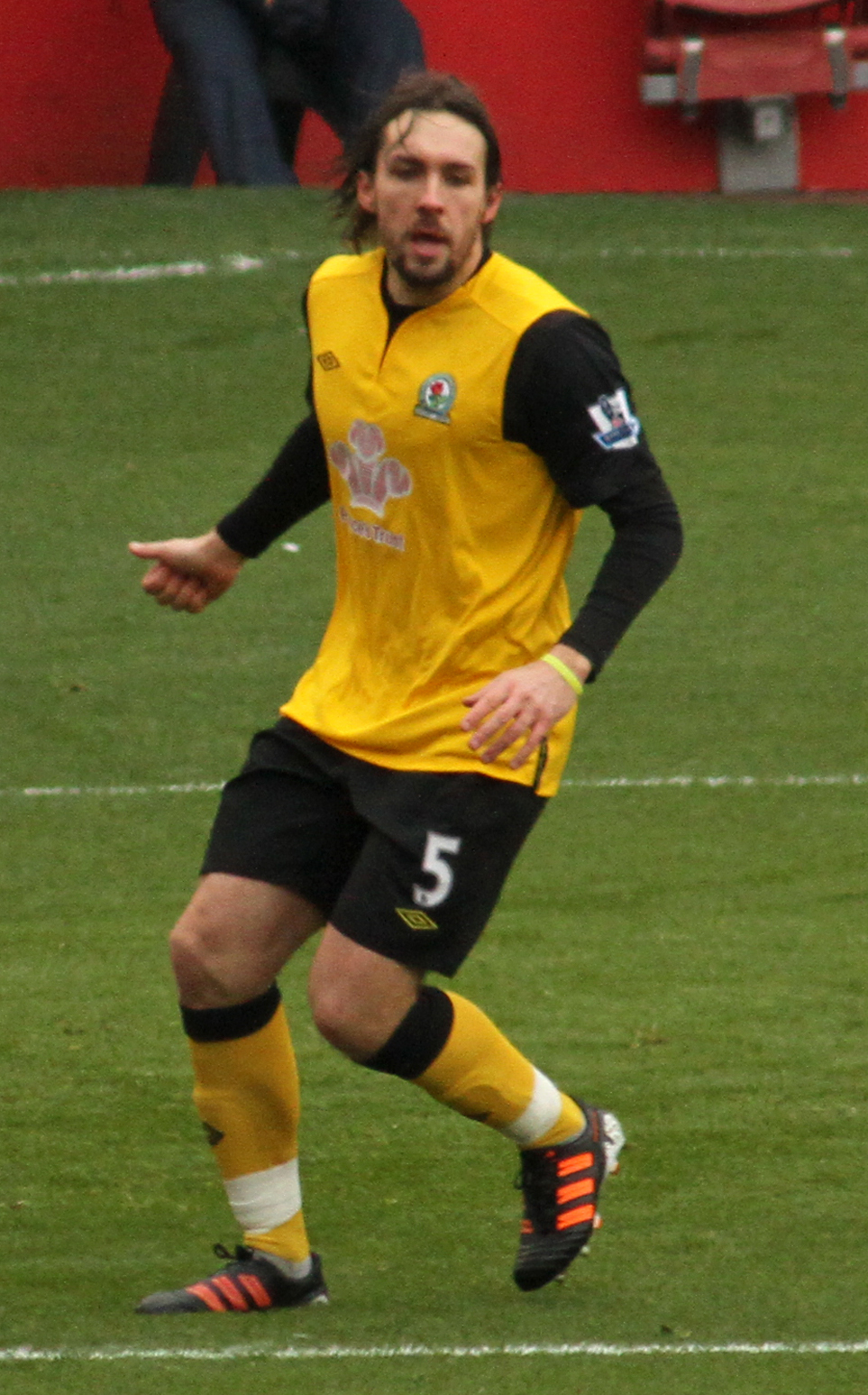
2012年2月、ブラックバーン・ローヴァーズFCでのジヴェ

2月4日のアーセナル戦 (1-7) でロビン・ファン・ペルシへのタックルで一発退場となると、出場停止明け後の試合に不在の状態が続いており、契約満了間近となったミチェル・サルガドとロバーツが試合から外されたのと同様の理由ではないかと憶測を呼んでいたが、これに対してスティーヴ・キーン (en) 監督は、昨年に契約延長をしており事実ではなく、単にハムストリングの問題のために長引いていると噂を打ち消した。しかし、その後も未出場が続くと、4月14日のスウォンジー・シティAFC戦後にキーン監督は「試合前に出場についてジヴェと話し合ったが、彼は心構えが出来ていなかった」と明かし、復帰の可能性を拒否したと示唆したが、ジヴェは「明確に拒否しておらず、出場する選手を決定したのはキーン監督」だと反論しており、2部降格の危機が迫る状況下で大きな溝が出来ていた。その後、センターバックのグラント・ハンリー (en) が負傷したことで、2012年4月21日のリーグ戦でのノリッジ・シティFC戦で先発で復帰を果たし、スコット・ダン (en) とコンビを組み、90分フル出場をして無失点に抑える活躍を見せると、次のトッテナム戦でも先発してダンとコンビを組んでいたが、勝利が絶対条件となっていた5月7日のウィガン・アスレティックFC戦で前半終了後にラドサヴ・ペトロヴィッチに交代している。この交代に過去のことから心臓の問題が再発が懸念されるも、幸運なことにハムストリングの問題であったが、チームは後半に失点してしまい敗戦となり、プレミアリーグ移行してから初となる降格となった。
降格後、50%の賃金カットとの話もあり、長年過ごしてきたブラックバーンからの退団が予想されていたが、残留を選択したジヴェは、序盤こそレギュラーだったものの、ハンリーとダンのコンビの存在から控えに追いやられ、12月15日のブラックプールFC戦を最後に出場がなかった。そのハンリーが2試合の出場停止になったため、1月11日のウルヴァーハンプトン戦で復帰したが、同試合を最後にまたしても出場から遠ざかっており、あまりの出場機会の少なさから、地元メディアのインタビューに「4ヶ月で僅か1試合と9分しか出場しておらず、家族が居なかったら自殺をしていたかも」と現在の状況に精神的苦痛を受けていると説明し、さらに、クラブが自身に300万ポンドや400万ポンドを求めていると移籍を示唆されていることを明かした。それに対し、マイケル・アップルトン (en) 監督は、「ジヴェとは先週にフィットネスレベルを向上させる必要があると話し合いをした」「冗談だったにしても、その種の言葉を使ったのは誤りだ」としている。次の2013-14シーズンも残留しているが、8月7日のフットボールリーグカップでのカーライル・ユナイテッドFC戦がブラックバーンでの最後の試合だった。

### アルル＝アヴィニョン
セリエA昇格組のASリヴォルノ・カルチョとの交渉が破談となり、2013年8月30日にかつて下部組織に所属した経験のあるリーグ・ドゥのACアルル＝アヴィニョンへ4年半契約で移籍することが発表された。2014年9月にリーグ・アンのエヴィアン・トノン・ガイヤールFCに移籍したが、1試合に出場しただけですぐにアヴィニョンへ戻った。

## 代表経歴
フランス代表としては、2000年にUEFA U-18欧州選手権で優勝し、2001 FIFAワールドユース選手権に出場。
2004年8月18日の親善試合でのボスニア・ヘルツェゴビナ戦で、モナコでの同僚で同じく初出場のスキラシに代わって後半からフランスA代表初出場を飾ると、レイモン・ドメネク新監督が最初に指揮した同試合から2006 FIFAワールドカップのメンバーまで生き残り、チームは決勝戦までの進出しているが、殆どの選手を固定していたこともあり、未出場だった。2006年8月16日、奇しくも初出場を飾ったのと同じ相手のボスニア・ヘルツェゴビナが代表最後の試合となっている。

## 代表歴

### 出場大会
- フランス代表
  - 2006 FIFAワールドカップ

### 試合数
- 国際Aマッチ 12試合 0得点（2004年-2006年）[40]

| フランス代表 | 国際Aマッチ | 国際Aマッチ |
| 年           | 出場        | 得点        |
| ------------ | ----------- | ----------- |
| 2004         | 6           | 0           |
| 2005         | 5           | 0           |
| 2006         | 1           | 0           |
| 通算         | 12          | 0           |

## タイトル
クラブ
ASモナコ
- クープ・ドゥ・ラ・リーグ : 2002-03

代表
フランス代表
- UEFA U-18欧州選手権 : 2000

個人
- リーグ・アン ベストイレブン : 2004-05